# بيرفيتي فان ميلي
بيرفيتي فان ميلي بي في ( تمارس أعمالها تحت اسم بيرفيتي فان ميلي )، هي شركة هولندية متعددة الجنسيات متخصصة في صناعة الحلويات والعلكة. تم تأسيسها في عام 2001 من خلال اندماج شركة بيرفيتي أس بي أيه ومقرها إيطاليا وشركة فان ميلي أن في ومقرها هولندا. بيرفيتي فان ميلي مملوكة لعائلة بيرفيتي الإيطالية ويقع مقرها الرئيسي في هارلميرمير هولندا.
تُعد شركة بيرفيتي فان ميلي سادس أكبر شركة مصنعة للحلويات في العالم. توظف 17000 شخص عبر 30 شركة فرعية وتوزع منتجاتها في أكثر من 159 دولة.

لبان مينتوس خالي من السكر من تصنيع شركة بيرفيتي فان ميلي

## منتجات الشركة
بعض العلامات التجارية التي تنتجها الشركة هي:
- أيرهيدز
- ألبينليبي
- أبريللا
- بيج بابول
- بروكلين
- بابليوس
- سنتر فريش
- سنتر شوك
- كلورمنت
- شوكولايبي
- تشوبا تشوبس [3]
- دينتين
- فيللي فوللي
- فريسك
- الفاكهة تيلا
- جوليا
- هابي دنت
- كلين
- ماربلز
- ميلر
- مينتوس
- سمينت
- ستيمورول
- ترايدنت
- فيجورسول
- فيفدنت